# Walls-of-Jerusalem-Nationalpark
Der Walls-of-Jerusalem-Nationalpark (engl.: Walls of Jerusalem National Park) befindet sich im Zentrum des australischen Bundesstaates Tasmanien. Der Park mit einer Größe von etwa 518 km² wurde am 24. Juni 1981 gegründet. Er ist seit 1989 Teil des UNESCO-Welterbes Tasmanische Wildnis und steht sowohl auf der Liste des Kultur- als auch des Naturerbes. Hier befindet sich der King Davids Peak.

## Bedeutung des Namens
Der Park hat seinen Namen von geologischen Formationen, die den Mauern der Stadt Jerusalem in Israel ähnlich sehen. Daher werden auch viele Plätze und Formationen im Park nach Orten der Bibel benannt: z. B. Tore des Herodes (Herods Gate), See der Salome (Lake Salome), Salomons Juwelen (Salomons Jewels) und (Tor von Damaskus) (Damascus Gate). 

## Tourismus
Das Gebiet ist wie ein Großteil der tasmanischen Wildnis nicht durch Straßen erschlossen. Es ist lediglich für erfahrene Wanderer (Bushwalker) oder Skiläufer zugänglich, die wegen des oft sehr wechselhaften Wetters sehr umsichtig sein und entsprechende Vorsichtsmaßnahmen treffen müssen, über die der Parks & Wildlife Service umfassend informiert.

## Natur
Der Nationalpark zeichnet sich vor allem durch seine alpine Vegetation mit endemischen Nadelforsten und Polsterheidebeständen aus. In feuergeschützten Gebieten trifft man Bestände der Zypressenähnlichen Schuppenfichte an. Landschaftlich ist das Gebiet durch eiszeitlichen Moränen und Gletscherseen geprägt.